# Угадай, кто?
«Угадай, кто?» (англ. Guess Who) — романтическая кинокомедия про отношения между людьми разных рас в США, ремейк фильма 1967 года «Угадай, кто придёт к обеду?». В 2007 году вышел индийский ремейк фильма на тамильском языке, который получил название «Kannamoochi Yenada» («Зачем прятать и искать?»; при выборе названия создатели ленты вдохновлялись песней, популярной среди целевой зрительской аудитории).
Картина Кевина Родни Салливана «Угадай, кто?» была почти полностью снята в Крэнфорде, штат Нью-Джерси.

## Сюжет
Когда темнокожая девушка Тереза Джонс привела домой своего жениха Саймона Грина, все были удивлены: никто не ожидал, что её избранником окажется  белый. Перси Джонс, отец невесты, тут же проникся неприязнью к кандидату в зятья, и антипатия побудила его искать в парне отрицательные черты. Но рано или поздно Перси придётся понять, что Саймона надо принимать таким, какой он есть, — независимо от цвета кожи.

## В ролях
| Актёр               | Роль            |
| ------------------- | --------------- |
| Эштон Кутчер        | Саймон Грин     |
| Берни Мак           | Перси Джонс     |
| Зои Салдана         | Тереза Джонс    |
| Джудит Скотт        | Мэрилин Джонс   |
| Келли Стюарт        | Кеиша Джонс     |
| Хал Уиллиамс        | Говард Джонс    |
| Роберт Куртис Браун | Данте           |
| Ронрико Ли          | Реджи           |
| Фил Ривес           | Фред            |
| Майк Эппс           | Таксист (камео) |

## Интересные факты
- В некоторых испаноязычных странах фильм называется «Conquistando a mi Suegro» («Как я завоевал своего тестя»).
- Кинорежиссёр Кевин Родни Салливан сказал, что взялся за этот фильм потому, что у него есть дочь, которая, как он думает, может когда-нибудь начать встречаться с самоанским типом рок-барабанщика, и этот проект даст ему возможность решить свои проблемы прежде, чем придёт этот день.
- Во время подготовки к съёмкам Эштон Кутчер предложил усложнить ситуацию, сделав Саймона Грина иудеем, что добавило бы еще один повод к конфликту с Перси Джонсом (христианином), но режиссёр Салливан отклонил эту идею, ибо хотел сосредоточиться на проблеме межрасовых браков, без элемента различия вероисповеданий[1].
- Эштон Кутчер отказался снимать свой каббалистический браслет на время съёмок. Создателями фильма было потрачено $100 000, чтобы вырезать браслет, однако в некоторых кадрах, особенно в сцене завтрака, его можно ясно заметить[2].